# Hlavní návěstidlo

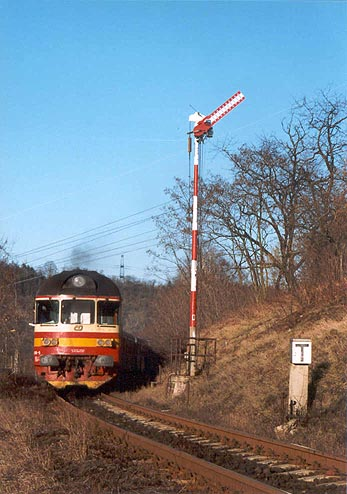
Mechanické jednoramenné vjezdové návěstidlo ve Vraném nad Vltavou.

Hlavní návěstidla jsou proměnná návěstidla, jejichž návěst buď jízdu vlaku zakazuje nebo dovoluje. Ve stanovených případech mohou návěsti dovolující nebo zakazující jízdu vlaku dovolovat nebo zakazovat i jízdu posunovému dílu. 
Mezi hlavní návěstidla patří:
- Vjezdová návěstidla:  ohraničují obvod dopravny s kolejovým rozvětvením. Jejich základní návěstí je návěst Stůj. Vjezdové návěstidlo odbočky bez odjezdových návěstidel plní zároveň funkci odjezdového návěstidla.

- Odjezdová návěstidla: svými návěstmi mohou dovolovat odjezd z dopravny s kolejovým rozvětvením a mohou platit buď jen pro vlaky nebo pro vlaky a posun. Jejich základní návěstí je návěst Stůj.

- Cestová návěstidla:  se zřizují pro dovolení jízdy z koleje na jinou navazující kolej ve stanici, do jiného obvodu stanice nebo pro ukončení vlakové cesty na konci kusé koleje. Obvykle platí pro vlaky a posun. Jejich základní návěstí je návěst Stůj.

- Vložená návěstidla a uzávěry koleje se umisťovaly v dopravnách s kolejovým rozvětvením, kde byla umístěna skupinová odjezdová návěstidla (platná pro více kolejí). Návěsti vložených návěstidel nebo uzávěr koleje pak rozlišovaly, ze které koleje je postavena vlaková nebo posunová cesta. Umisťovaly se na konec příslušné koleje. Jsou platná pro vlak i posun. Jejich základní návěstí je návěst Stůj nebo Stůj, kolej uzavřena. Uzávěry koleje nejsou již v ČR v provozu, vložená návěstidla jsou vzácná. Jedněmi z posledních stanic s vloženými návěstidly byly např. Veselí nad Moravou, Praha - Smíchov a Praha-Bubny. Uzávěra koleje už jako návěstidlo není upravena dopravním a návěstním předpisem Správy železnic, který zná jen návěst Stůj, kolej uzavřena použitelnou na výkolejkách, točnách a přesuvnách.

- Krycí návěstidla kryjí nákladiště, výhybky na širé trati, prostorové oddíly tratí D3, přejezdy nebo jiná místa. Jejich základní návěstí může být i Volno.

- Oddílová návěstidla (hlásek, hradel, automatických hradel, automatického bloku) se umisťují na širé trati a rozdělují mezistaniční úsek na traťové oddíly. Oddílová návěstidla automatického bloku zároveň informují o návěsti následujícího návěstidla. Základní návěstí oddílových návěstidel je návěst Stůj, u oddílových návěstidel automatického bloku návěst Volno, vyjma posledního návěstidla automatického bloku před vjezdovým návěstidlem, kde je základní návěst „Výstraha“.
- Návěstidla dopravny Portál: jsou umístěna před portálem tunelu, a dovolují nebo zakazují jízdu do následujícího traťového oddílu. Ohraničují začátek dopravny Portál.